# Edmond Vermeil
Edmond-Joachim Vermeil (* 29. Mai 1878 in Vevey; † 14. April 1964 in Paris) war ein französischer Germanist.

## Leben
Als Sohn eines protestantischen Kaufmanns besuchte Edmond Vermeil die Volksschule in Congénies und das Lycée in Montpellier, später in Nîmes. Von 1904 bis 1907 war er an der Universität Göttingen als Lektor tätig. Nach Frankreich zurückgekehrt, unterrichtete er in Paris an der École Alsacienne deutsche Sprache und Kultur. 1912 promovierte er bei Charles Andler über den katholischen Theologen Johann Adam Möhler. Bei Ausbruch des Ersten Weltkriegs wurde eingezogen und war von 1915 bis 1917 Kommandeur eines Maschinengewehrbataillons. Nach einer Verwundung wurde er dann aber in den militärischen Auslandsnachrichtendienst versetzt und fertigte im französischen Generalhauptquartier in Compiègne Studien über den Frontverlauf und die Moral der deutschen Truppen an. Von 1919 bis 1933 lehrte Vermeil deutsche Kulturgeschichte zunächst an der Universität Straßburg, ab 1933 dann an der Sorbonne. Zu seinen Schülern gehörten u. a. Joseph Rovan und Alfred Grosser.
In den 1920er Jahren war Vermeil um eine Verbesserung der deutsch-französischen Beziehungen auf privater und akademischer Ebene bemüht. Er gehörte u. a. dem von dem Luxemburger Industriellen Émile Mayrisch gegründeten Comité franco-allemand d’information et de documentation an. Seine Veröffentlichungen in dieser Zeit sollten der französischen Politik eine Wissensgrundlage über das Nachbarland bieten und Entscheidungshilfe leisten. Darüber hinaus umfassen seine Veröffentlichungen eine große Bandbreite von Musikerbiographien über sozio-ökonomischen Studien, literaturwissenschaftliche Arbeiten, politikwissenschaftlichen Analysen und tagesaktuellen Presseauswertungen bis hin zu religionshistorischen Studien. Er sympathisierte mit den wirtschaftlichen Reorganisationsbestrebungen Walter Rathenaus und dem Verfassungsentwurf des Staatsrechtlers Hugo Preuß. Bei der Unterzeichnung des Briand-Kellogg-Paktes am 27. August 1928 in Paris war Vermeil Dolmetscher zwischen Raymond Poincaré und dem deutschen Außenminister Gustav Stresemann.
Auf Einladung mehrerer deutscher Universitäten befand Vermeil sich von Januar bis Mai 1933 auf einer Reise durch Deutschland und wurde so unmittelbarer Zeuge der Machtergreifung der Nationalsozialisten. Seine Eindrücke verarbeitete er in einem Buch, in dem er eine historische Entwicklungslinie von Martin Luther über Bismarck zu Hitler zog und dem autoritär geprägten Protestantismus preußischer Prägung einen entscheidenden Anteil am Scheitern der Weimarer Republik zuschrieb. Als genauer Beobachter der politischen Entwicklung in Deutschland und guter Kenner der Konservativen Revolution versuchte Vermeil in den späten 1930er Jahren mit seinem Buch Doctrinaires de la Révolution allemande (1938) vergeblich, die führenden politischen und intellektuellen Kreise Frankreichs vor der Gefahr zu warnen, die von Seiten des nationalsozialistischen Deutschland drohte. Vermeils 1940 erschienenes zweites Buch L’Allemagne. Essai d’explication beschrieb den Nationalsozialismus als einen radikalen Antiliberalismus, der angetrieben von einer unerschöpflichen Tatkraft („dynamisme illimité“) und mit den Mitteln der totalen Mobilmachung im vollen Frieden zunächst Deutschland und dann ganz Europa seiner rassistischen Herrschaft unterwerfen werde. Vermeil musste Paris unmittelbar nach dem Einmarsch der deutschen Truppen verlassen, sein gerade erschienenes Werk wurde von den Besatzern beschlagnahmt und eingestampft und konnte erst nach deren Abzug 1945 wieder erscheinen. Vermeil fand Kontakt zu einer Widerstandsgruppe in Montpellier und konnte 1943 schließlich nach Großbritannien flüchten, wo er in London als Berater für General de Gaulle tätig wurde. Nach Kriegsende nahm er seine Lehrtätigkeit an der Sorbonne wieder auf und gehörte in den späten 1940er Jahren einem Komitee an, das die Umerziehungspolitik in der Französischen Besatzungszone gestalten sollte. In späteren Jahren gehörte Vermeil dem von Emmanuel Mounier gegründeten Comité français d’échanges avec l’Allemagne nouvelle an.

## Veröffentlichungen
- Jean Adam Möhler et l´école catholique de Tubingue (1815-1840). Étude sur la théologie romantique en Wurtemberg et les origines germaniques du modernisme. Colin, Paris 1913
- La Constitution de Weimar et le principe de de démocratie allemande. Essai d´histoire et de psychologie politiques. Publications de la Faculté des lettres de l´Université de Strasbourg, Straßburg 1923
- L'Empire allemand 1871-1900. Paris 1926 (Histoire du monde 12,2)
- L'Allemagne du Congrès de Vienne à la Révolution hitlérienne (1815-1933). Éditions de Cluny, Paris 1934.
- Doctrinaires de la révolution allemande de 1918-1938. Walther Rathenau, Hermann Graf Keyserling, Thomas Mann, Oswald Spengler, Moeller van den Bruck, le groupe de la Tat, Hitler, Alfred Rosenberg, Gunther, Walther Darré, Gottfried Feder, Robert Ley, Goebbels. Éditions Fernand Sorlot, Paris 1938.
- L’Allemagne. Essai d’explication. Gallimard, Paris 1940
- La pensée religieuse de Ernst Troeltsch. Neu herausgegeben von Hartmut Ruddies. Labor et Fides, Genf 1990, ISBN 978-2-8309-0586-1. S. 10.